# Hnědý trpaslík

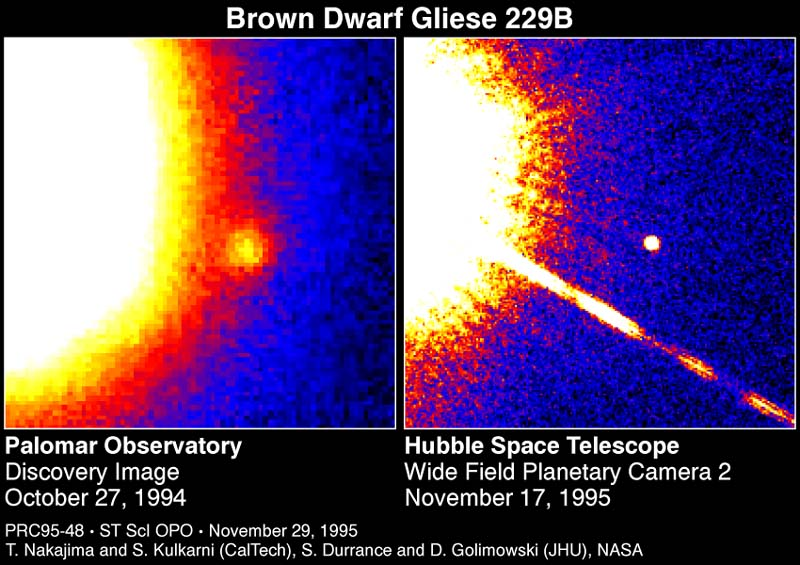
První objevený hnědý trpaslík Gliese 229B

Hnědý trpaslík je subhvězdný objekt, který nevyzařuje světlo a energii díky termonukleárním reakcím jako hvězdy hlavní posloupnosti, ale má vodivý povrch a jádro. V jádře sice může dočasně probíhat syntéza helia z deuteria, ale teplota a tlak nestačí na to, aby mohlo dojít k syntéze těžších prvků z (běžného) lehkého vodíku.
Vyzařuje rádiové a infračervené záření, někdy také viditelné světlo o velmi dlouhé vlnové délce, tj. červené světlo. Název hnědý trpaslík zavedla Jill Tarterová, aby odlišila tyto subhvězdné objekty od červených trpaslíků, což jsou skutečné, i když málo hmotné hvězdy. Mléčná dráha může mít až 100 miliard hnědých trpaslíků.

## Definice a vznik
Hnědý trpaslík je vesmírné těleso, které vznikne z protohvězdy, která nemá dostatečnou hmotnost, aby v ní mohly probíhat veškeré termonukleární reakce (kromě slučování deuteria). Z tohoto hlediska se považuje za přechod mezi planetou a hvězdou.
Jde o objekt s hmotností v rozmezí 13 až 80 hmotností planety Jupiter (MJ). Při vyšší hmotnosti než 80 MJ (odpovídá 0,08 hmotnosti našeho Slunce) dosáhne těleso ve svém jádře teploty potřebné k spalování lehkého vodíku: stane se tedy hvězdou. Naopak při nižší hmotnosti než 13 MJ nedojde ani k deuteriovým reakcím a z objektu se tak stane jen obří planeta (někdy se tyto objekty označují jako hnědí podtrpaslíci).
Existence hnědých trpaslíků byla prokázána roku 1995, do té doby byly jen hypotetickými objekty. Dnes jich známe mnoho, velkým nalezištěm je hvězdokupa Plejády, skupina hvězd starých jen několik set milionů let.

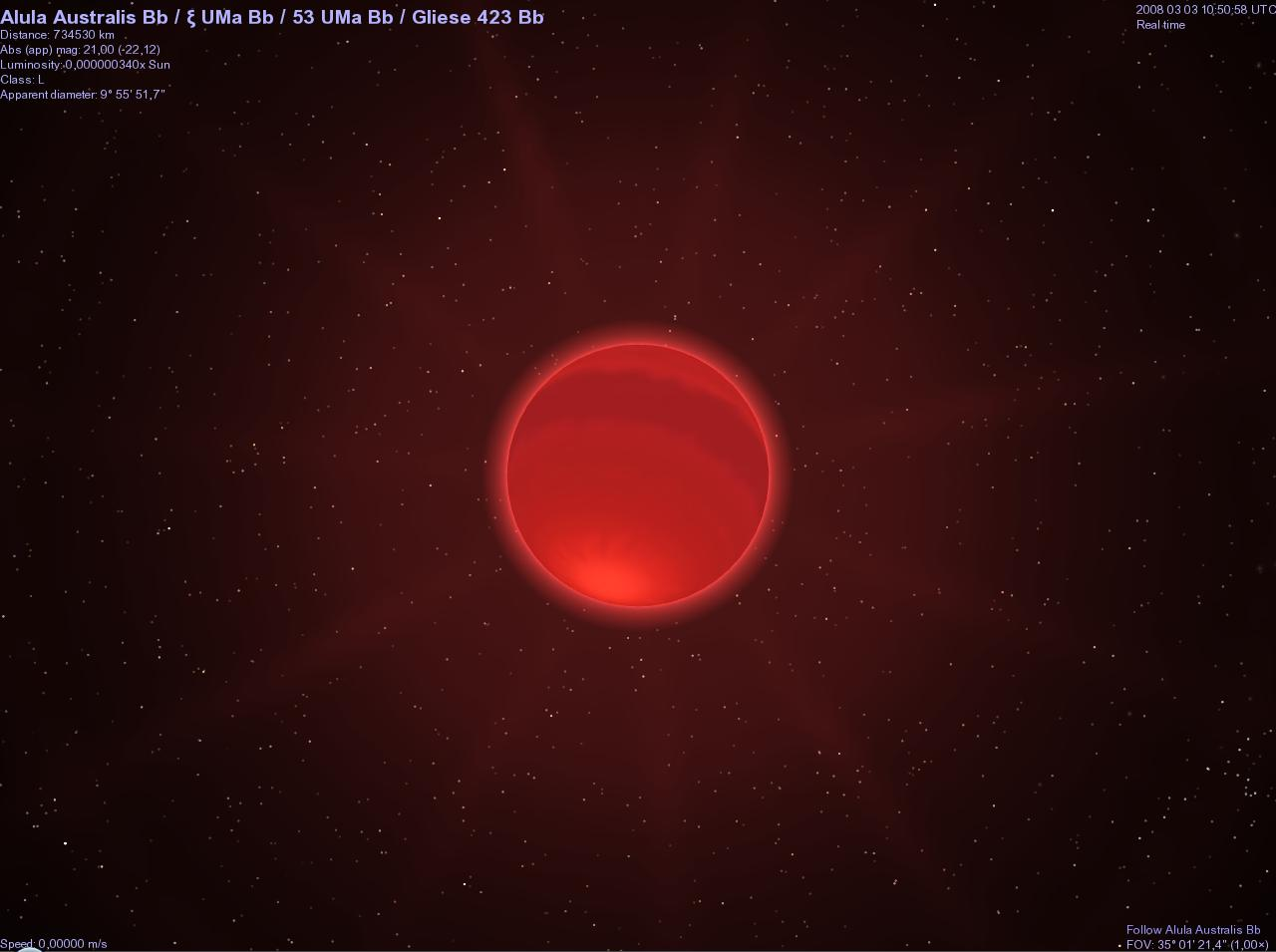
Schematické zobrazení hnědého trpaslíka v programu Celestia

## Energie hnědých trpaslíků
Termonukleární fúze hvězdám pokrývá energii, kterou vyzáří do prostoru, jsou tedy energeticky vyvážené. Rozdílem mezi plně funkční hvězdou a hnědým trpaslíkem jsou teplota a tlak: K zažehnutí termonukleárních reakcí je třeba teplota alespoň 8×106 K, aby se mohl přeměňovat i lehký vodík na helium. Hnědý trpaslík ale této teploty nedosahuje. Sice v nich některé termojaderné syntézy probíhají, nedochází však ke slučování lehkého vodíku 1H.

### Spalování deuteria
Deuteriová reakce, tedy druhý krok z proton-protonového cyklu, k energetickému vyrovnání hnědého trpaslíka nestačí, protože těžkého vodíku, deuteria, je nedostatek: Hnědý trpaslík má ještě příliš nízkou hmotnost a nevytvoří dostatečný tlak pro tvorbu vlastního deuteria z lehkého vodíku, proto po vyčerpání jeho zásob chladne.
V nitru hnědých trpaslíků se tedy spaluje (rozuměj slučuje) deuterium za vzniku lehkého hélia:
D + pH → 3He + γ (nebo jinou notací to samé: 2H + 1H → 3He + γ )

### Spalování lithia
Deuteriové reakce k produkci energie hnědého trpaslíka přispívají jen málo, na počátku vývoje hnědého trpaslíka, po jeho vzniku, ovšem tento mohl do vínku dostat i lithium: Pro spalování lithia na hélium (přes beryllium) je potřeba dokonce ještě méně vstupní energie než pro fúzi deuteria, proto se lithium přemění na hélium podstatně rychleji a bouřlivěji. Po jeho vyčerpání dochází už jen k deuteriovým reakcím.
Právě přítomnost či nepřítomnost lithia může být předmětem testu na hnědého trpaslíka. Takový test je však nepřesný, protože ho ještě nemusel spálit, anebo se naopak může lithium vyskytovat i v atmosféře plně funkčních hvězd.

## Hranice pro planetu

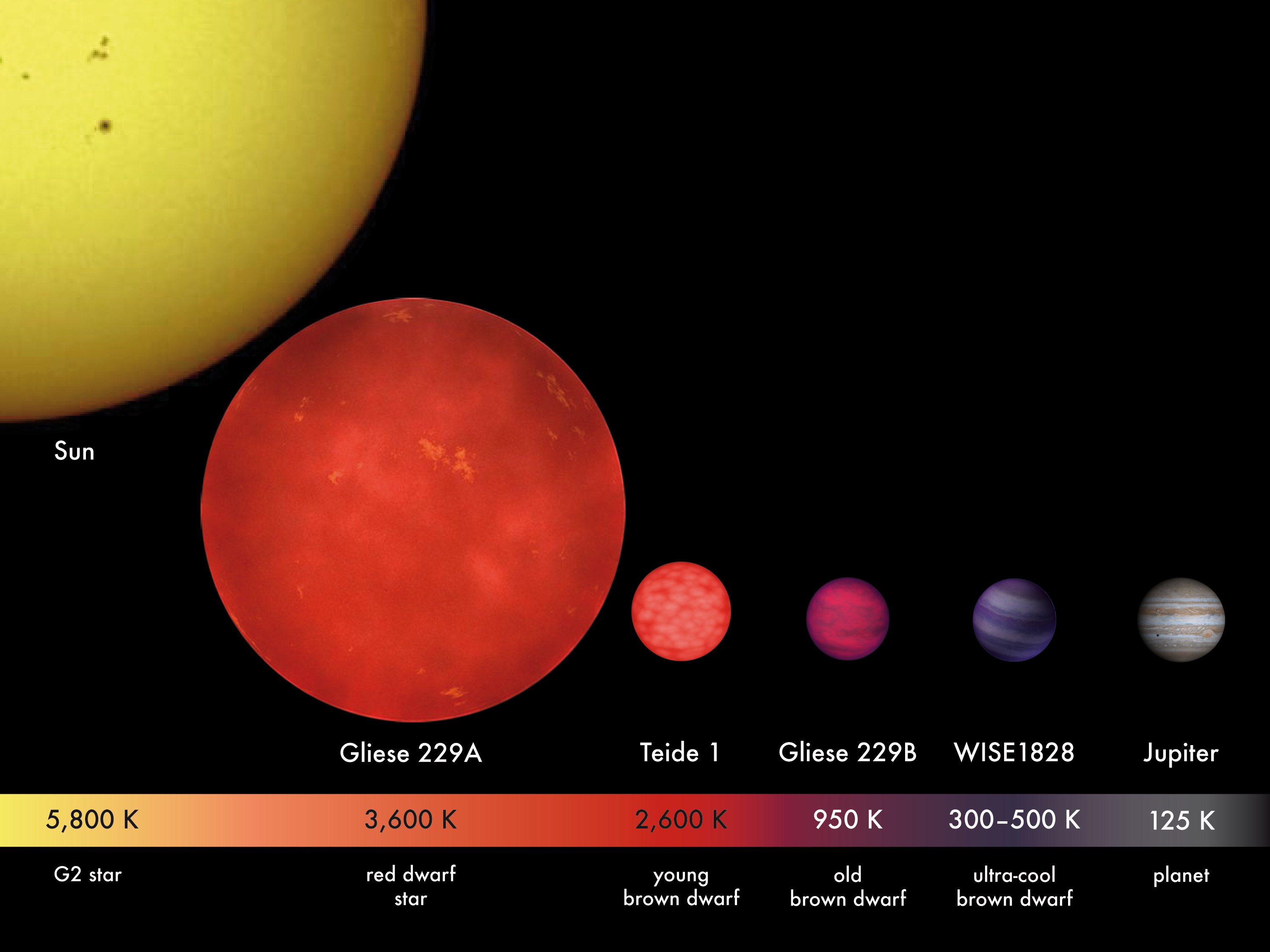
Porovnání velikosti a povrchových teplot hvězd, hnědých trpaslíků a planet. Zobrazeno je Slunce, červený trpaslík Gliese 229A, mladý hnědý trpaslík Teide 1, starý hnědý trpaslík Gliese 229B, velmi chladný hnědý trpaslík WISE 1828+2650 a planeta Jupiter.

Energie takto získaná znamená pro hnědého trpaslíka příspěvek pro zářivou energii, která např. u objektů o 15násobku hmotnosti Jupitera (15 MJ) vystačí asi na sto milionů let. Naopak pro těleso, jehož hmotnost je menší než 13 MJ, je tento energetický příspěvek zanedbatelný. Tato hmotnost je proto považována za hranici mezi hnědým trpaslíkem a obří planetou (případně hnědým podtrpaslíkem).
Nejde ovšem o přesnou hodnotu, 13 MJ je spíše jen momentálně všeobecně přijímaná mez. Deuteriové reakce mohou přinášet dokonce i natolik málo energie, že trpaslík začne chladnout ještě před jeho úplným vyčerpáním, a dlouhodobě jen slabě žhnout. Dosažení stavu planety pak lze prohlásit při teplotě 1000 K.[zdroj?]

## Vývoj hnědých trpaslíků
Vývoj těchto objektů je určen jeho počáteční hmotností. Ta je u hnědých trpaslíků menší než 0,08 hmotností Slunce, a proto nemůže dojít k zapálení vodíkových reakcí, které by pokryly energetické ztráty na povrchu. Objekt se pak gravitačně hroutí do doby, než elektronová degenerace postoupí do vnitřních vrstev. Svrchní vrstvy, kterých se elektronová degenerace ještě nedotkla, stále gravitačně kontrahují, ale změny v poloměru jsou nepatrné. Jakmile degenerace postoupí i do svrchních vrstev, kontrakce se zcela zastaví. Pak ještě objekt září na úkor své vnitřní energie, jeho vnitřní i povrchová teplota klesá, až se z něj stane tmavý, nezářící objekt – černý trpaslík.